# منتزه البلفيدير

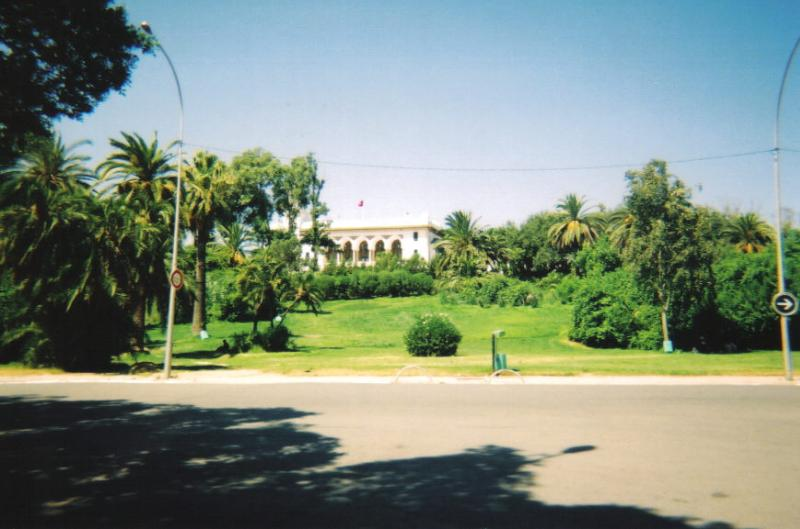
صورة لداخل منتزه البلفيدير

البلفيدير أو حديقة البلفيدير أو منتزه البلفيدير هي حديقة عمومية تقع وسط مدينة تونس، تبلغ مساحتها حوالي 12 هكتار وتأسست سنة 1963. توجد بها أنواع عديدة من الأشجار من صنوبر ونخيل وزيتون وكالاتوس وغيرها. كما تحتوي على حديقة للحيوانات تتوفر بها مجموعات هامة من الحيوانات والطيور من مختلف قارات العالم.

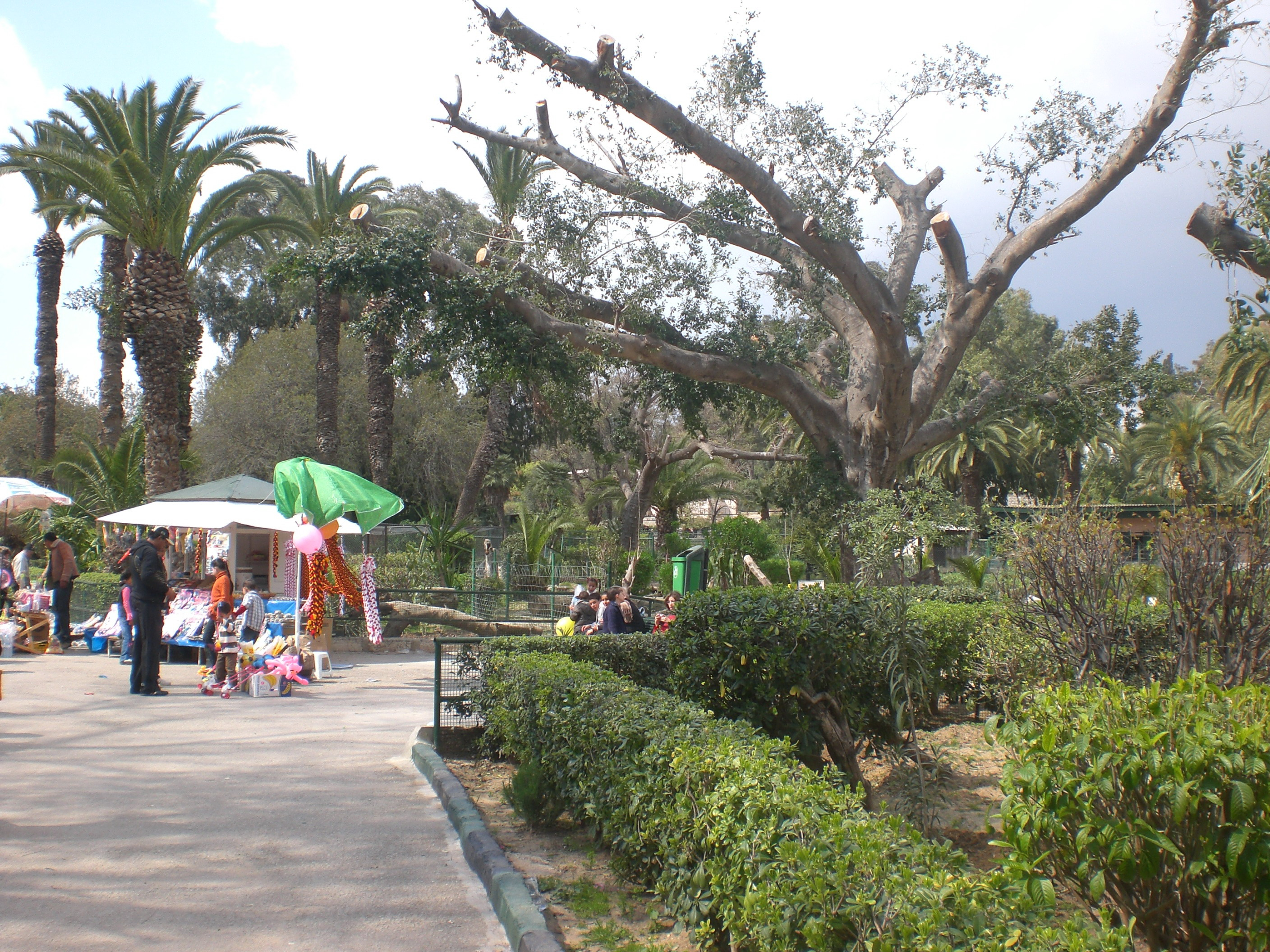
صورة لداخل منتزه البلفيدير
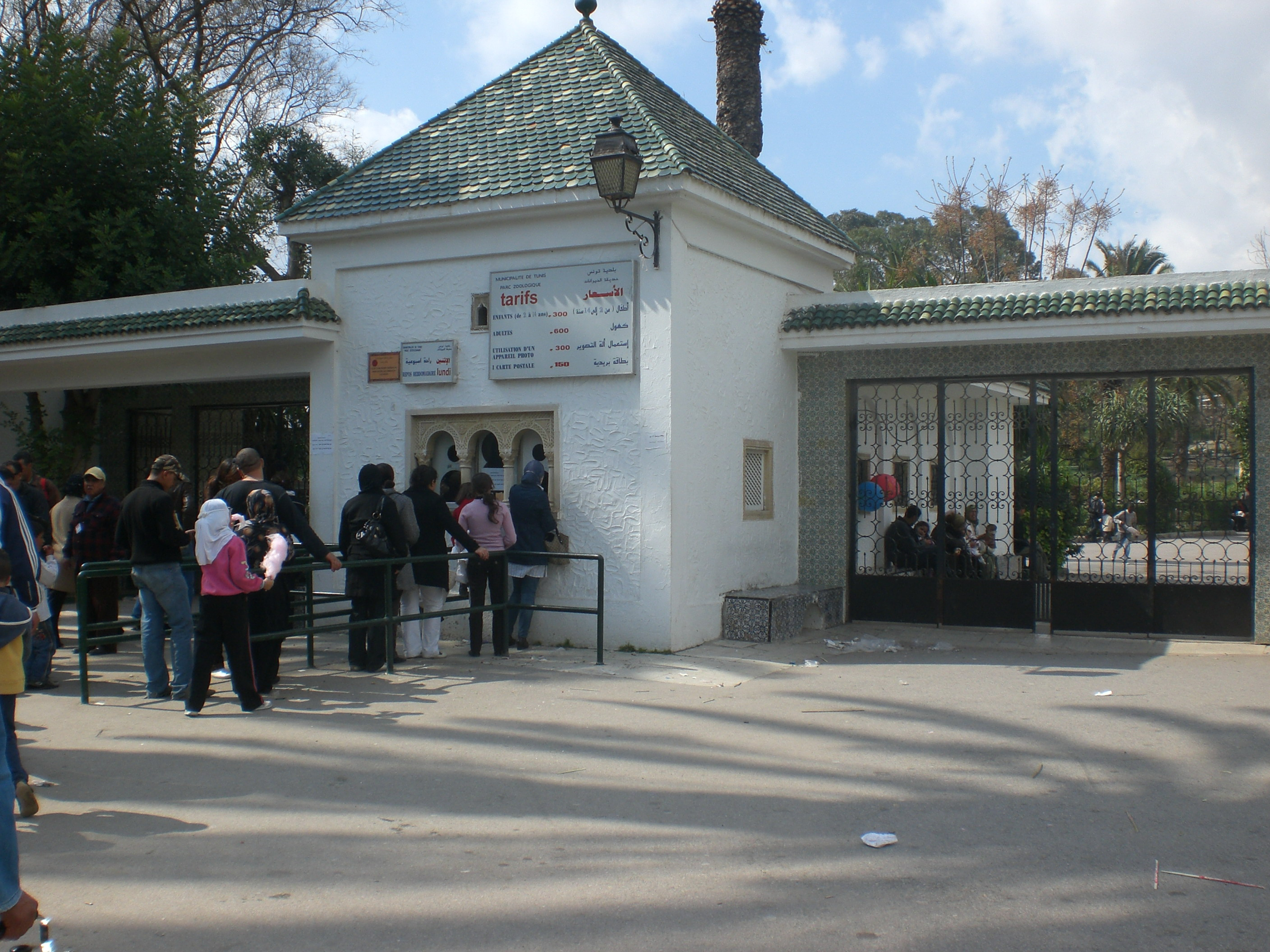
مدخل حديقة الحيوانات بالبلفيدير
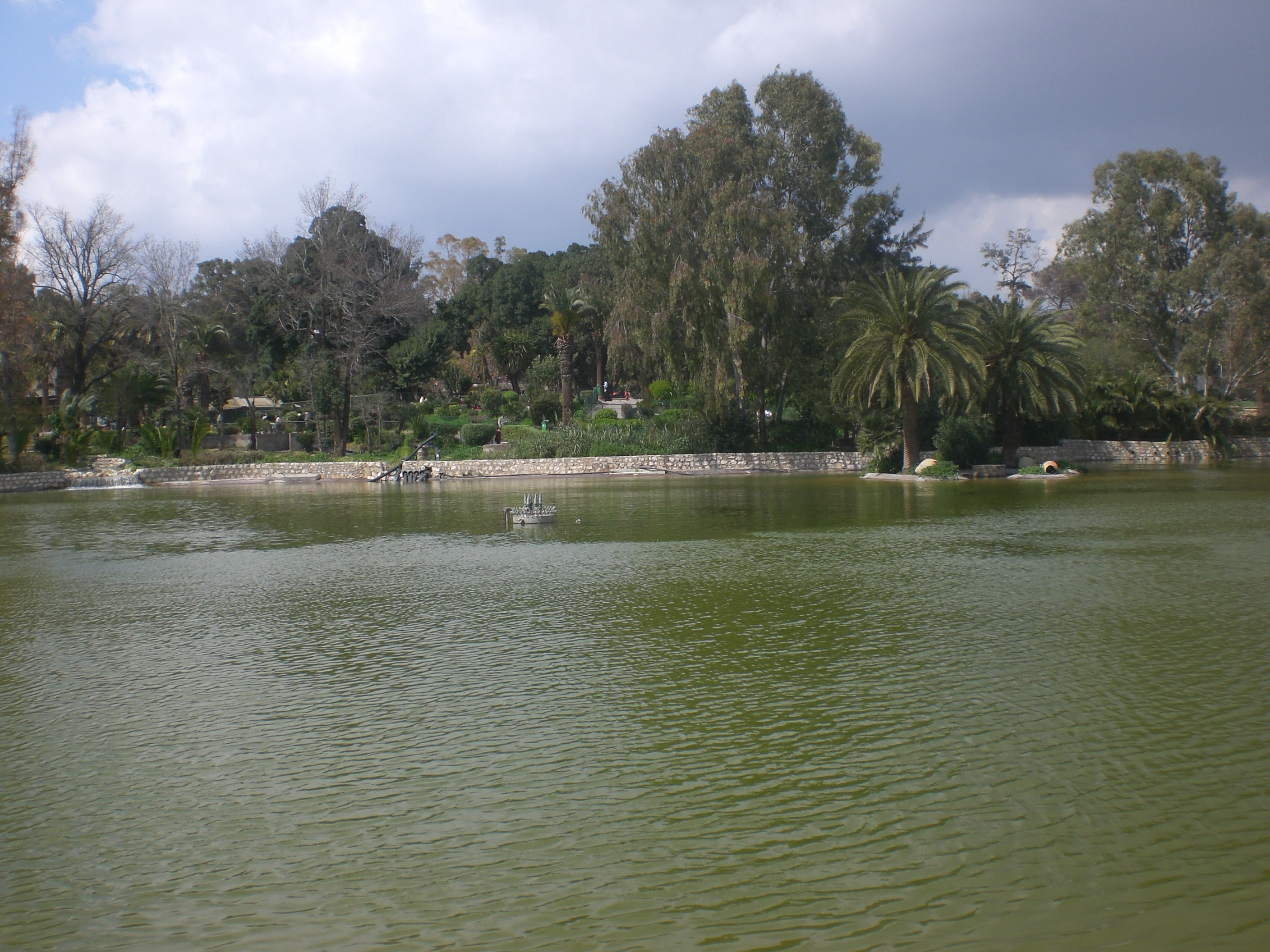
بحيرة الإوز بالبلفيدير